# Gens de France et d'ailleurs

Gens de France et d'ailleurs est un album de bande dessinée de Jean Teulé publié par Fakir Editions. Il reprend en les augmentant les albums Gens de France et Gens d'ailleurs, publiés par Casterman en 1988 et 1990 puis par Ego comme x en 2005, recueils de reportages en bande dessinées réalisés par Teulé dans la deuxième moitié des années 1980. Il est finalement réédité par Fakir Editions le 4 juin 2021. 
Formellement ambitieuses, ces histoires associent photographies fortement retouchées, dessin et récitatifs importants pour présenter des personnes étranges, parfois à la limite de la folie. « Pouss[ant] la bande dessinée jusqu'à ses plus extrêmes limites », ces histoires sont les dernières bandes dessinées que réalise seul Teulé avant de se consacrer au roman.
Le site d'informations Blast publie le 1er juillet 2023, sur sa chaîne Youtube, Gens de France, une série qui reprend l'idée de Jean Teulé.

## Publications
- Gens de France, Casterman, 1988. Alfred du meilleur album français (ex-aequo) au festival d'Angoulême 1989.
- Gens d'ailleurs, Casterman, 1990.
- Gens de France et d'ailleurs, Ego comme x, 2005.
- Gens de France et d'ailleurs, Fakir Editions, 2021.

## Récompense
- 1989 : Alph-Art du meilleur album français pour Gens de France[3]

## Documentation
- Jean-Claude Glasser, « Gens d'en [sic] France », dans Primé à Angoulême, Éditions de l'An 2, 2003, p. 50-51.